# Nobodyknows+
I Nobodyknows+ (stilizzato nobodyknows+) sono un gruppo J-pop giapponese trattante generi musicali quali funk, jazz, dance e specialmente hip-hop.

## Membri
- HIDDEN FISH - Nato il 21 luglio 1979
- crystal boy - Nato il 4 luglio 1977
- Yasu Ichiban - Nato il 29 novembre 1978
- Nori Da Funky Shibiresasu - Nato il 20 agosto 1980
- DJ MITSU - Nato il 12 marzo 1972
- g-ton - Nato il 22 gennaio 1975

## Discografia

### Singoli
- 'nobody knows3' (19 febbraio 2003)

1. Nijūichi Seiki Kishu
2. Ieie ~Erabete Aru Koto no Kōkotsu to Fuan to Futatsu Ware ni Ari~
3. Theme from nobody knows pt.4
4. Next Batter's Circle
5. Sentimental Bass

- 'Irai Zecchō' (以来絶頂?) (27 agosto 2003)

1. intro
2. Irai Zecchō
3. Taiyou to Shōnen (feat. Dankan)
4. Theme from nobody knows pt.5 ~Yoromeki~

- 'Susumidasu→' (ススミダス→?) (19 novembre 2003)

1. Susumidasu→
2. innocent word
3. Rash (feat. coba)
4. Theme from nobodyknows+ pt.6
5. Enokorogusa ~coba_strumental~

- 'Poron' (ポロン?) (25 febbraio 2004)

1. Poron
2. Sakura Spring Field Version
3. Poron -instrumental-
4. Sakura Spring Field Version -strumentale-

- 'Kokoro Odoru' (ココロオドル?) (26 maggio 2004)

1. Kokoro Odoru -original version-
2. Theme from nobodyknows+ pt.7
3. Ore la Ryū ~dreamin' day~
4. Kokoro Odoru -instrumental version-

- 'Shiawase Nara Te wo Tatakō / T.R.U.E.' (シアワセナラテヲタタコウ／T.R.U.E.?) (13 gennaio 2005)

1. Shiawase Nara Te wo Tatakō
2. Theme from nobodyknows+ pt.8
3. T.R.U.E.

- 'Mebae' (メバエ?) (27 aprile 2005)

1. Theme from nobodyknows+ pt.10
2. Mebae
3. Magnum Ima Ike ☆彡
4. Mebae -instrumental-

- 'El Mirador ~Tenbōdai no Uta~' (エル・ミラドール～展望台の唄～?) (6 luglio 2005)

1. El Mirador ~Tenbōdai no Uta~
2. Theme from nobodyknows+ pt.11
3. ＠ the same time
4. El Mirador ~Tenbōdai no Uta~ -strumentale-

- 'Dō yo?' (どうよ？) (19 ottobre 2005)

1. Dō yo?
2. Theme from nobodyknows+ pt.12
3. Natsu no Kakera
4. Dou yo? -instrumental-

- 'Hero's Come Back!!' (25 aprile 2007) (prima opening della serie Naruto Shippuuden)

1. Hero's Come Back!!
2. Ca Latte
3. Oh Happy Days
4. Hero's Come Back!! -strumentale-

### Album
- 'Kokoro Odoru (Analoge Record) (2 giugno 2004)

1. Kokoro Odoru -versione originale-
2. Kokoro Odoru -versione strumentale-
3. Kokoro Odoru -a cappella-
4. Ore la Ryuu ~dreamin' day~
5. Ore la Ryuu ~dreamin' day~ -versione strumentale-
6. Ore la Ryuu ~dreamin' day~ -a cappella-

- 'Do You Know?' (30 giugno 2004)

1. Innocent Word
2. Irai Zecchou -album mix-
3. Susumidasu→
4. SUMMER
5. Nettaiya
6. Theme from nobodyknows+ pt.9
7. Kokoro Odoru -versione originale-
8. Taiyou to Shounen
9. Rash
10. understan'?
11. Nijuuichi Seiki Kishu -album mix-
12. Poron
13. Sentimental Bass
14. slow down
15. Ieie ~Erabete Aru Koto no Koukotsu to Fuan to Futatsu Ware ni Ari~

- 'El Mirador ~Tenboudai no Uta~ (Analoge Record - Kanzen Seisan Gentei Ban) (6 luglio 2005)

1. El Mirador ~Tenboudai no Uta~
2. El Mirador ~Tenboudai no Uta~ -strumentale-
3. El Mirador ~Tenboudai no Uta~ -a cappella-
4. ＠ the same time
5. ＠ the same time -strumentale-
6. Theme from nobodyknows+ pt.11

- '5MC & 1DJ' (2 novembre 2005)

1. Intro ～5MC+1DJ～
2. Dou yo?
3. T.R.U.E. (versione album)
4. Yado Nashi
5. Shiawase Nara Te wo Tatakou
6. Natsu no Kakera
7. Kiseki ni Kanpai
8. Hello!
9. Mebae
10. El Mirador ~Tenboudai no Uta~
11. My Life
12. Sweet Soul Music

- 'Vulgarhythm' (22 agosto 2007)

1. Exceed Man's Theme
2. Boys Are Runnin'
3. Hero's Come Back!!
4. Kakkowarui Zon parte 1
5. Memory Glass
6. Kakkowarui Zon parte 2
7. Gimme Gimme
8. Kakusenai Ashita wo Tsurete
9. Kakkowarui Zon parte 3
10. Sukidaze, Mary
11. Onaji Hoshi wo Miteiru
12. Smilin'
13. Key of Life
14. All Ways
15. go my way
16. Exceed Man's Theme